# Pachynoa purpuralis
Pachynoa purpuralis is een vlinder uit de familie van de grasmotten (Crambidae). De wetenschappelijke naam van deze soort is voor het eerst voorgesteld door Francis Walker in een publicatie uit 1866.
Deze soort komt voor in Thailand, Maleisië, de Filipijnen en Indonesië (Java).